# Municipio de Lilesville
El municipio de Lilesville (en inglés: Lilesville Township) es un municipio ubicado en el  condado de Anson en el estado estadounidense de Carolina del Norte.En el año 2010 tenía una población de 3.366 habitantes.

## Geografía
El municipio de Lilesville se encuentra ubicado en las coordenadas 34°59′37.55″N 79°57′19.21″O / 34.9937639, -79.9553361.